# Pienisaari (ö i Norra Karelen, Joensuu, lat 62,93, long 29,01)
Pienisaari är en ö i Finland. Den ligger i sjön Keski-Sukkula och i kommunen Polvijärvi i den ekonomiska regionen  Joensuu ekonomiska region  och landskapet Norra Karelen, i den centrala delen av landet, 400 km nordost om huvudstaden Helsingfors. Öns area är 0,2 hektar och dess största längd är 70 meter i nord-sydlig riktning.